# Neosisyphus mirabilis
Neosisyphus mirabilis là một loài bọ cánh cứng trong họ Bọ hung (Scarabaeidae).